# Mundochthonius basarukini
Mundochthonius basarukini är en spindeldjursart som beskrevs av Wolfgang Schawaller 1989. Mundochthonius basarukini ingår i släktet Mundochthonius och familjen käkklokrypare. Inga underarter finns listade i Catalogue of Life.